# Хрубешовски окръг
Хрубешовски окръг (на полски: Powiat hrubieszowski) е окръг в Източна Полша, Люблинско войводство. Заема площ от 1268,02 км2. Административен център е град Хрубешов.

## География
Окръгът се намира в историческата област Червена Рус. Разположен е в югоизточната част на войводството.

## Население
Населението на окръга възлиза на 68 205 души (2012 г.). Гъстотата е 54 души/км2.

## Административно деление
Административно окръгът е разделен на 8 общини.
Градска община:
- Хрубешов

Селски общини:
- Община Вербковице
- Община Долхобичов
- Община Мирче
- Община Тшешчани
- Община Ухане
- Община Хородло
- Община Хрубешов

## Фотогалерия
- Хрубешов
- Долхобичов
- Вербковице
- Ухане
- Хородло